# Йосип Булєвич
Йосип Булєвич (хорв. Josip Buljević; нар. 2 квітня 1971, Спліт) — хорватський урядовець, політик, директор Агентства розвідки і безпеки в 2008-2012 роках, міністр оборони Хорватії у правоцентристському уряді Тихомира Орешковича.

## Біографія
Початкову і середню школу закінчив у Спліті. Вищу освіту здобув на факультеті політичних наук Загребського університету у 1995 році. З 1992 працював журналістом у газеті «Večernji list». 1995 року перейшов на роботу в хорватські спецслужби. Працював у Службі захисту конституційного ладу оперативним офіцером, потім був директором відділу аналізу і відділу операцій. 2004 року призначений помічником директора з питань операцій служби контррозвідки, а з 2006 по 2008 рік займав посаду помічника директора з операцій новоутвореного агентства розвідки і безпеки, яке у 2008-2012 роках очолював на посаді директора. З 2012 до 2013 року працював аналітиком в офісі Ради національної безпеки. З 2013 протягом двох років обіймав посаду генерального консула Республіки Хорватії в Лос-Анджелесі. 
2015 року президент Колінда Грабар-Кітарович призначила його своїм радником з усіх питань, що стосуються оборони і національної безпеки Хорватії. Таким чином, із лютого 2015 по січень 2016 року Булєвич працював радником із питань оборони і національної безпеки в апараті Президента Хорватії. 
У січні 2016 за рекомендацією партії ХДС посів пост міністра оборони в уряді Тихомира Орешковича. У березні того самого року вступив до лав цієї партії.
Одружений, має двох дітей. Активно володіє англійською мовою, пасивно – італійською.